# Cal Smith
Cal Smith (* 7. April 1932 als Calvin Grant Shofner in Gans, Oklahoma, USA; † 10. Oktober 2013) war ein US-amerikanischer Country-Sänger, der seine größten Erfolge in den 1970er-Jahren feierte.

## Leben

### Anfänge
Cal Smith (nicht zu verwechseln mit dem etwas bekannteren Country-Sänger Carl Smith) wuchs in Oakland, Kalifornien auf. Er begeisterte sich früh für Country-Musik und hatte erstmals als Fünfzehnjähriger in einer Kneipe bezahlte Auftritte. Spielte er anfangs noch für ein Taschengeld und freies Essen, arbeitete er sich im Laufe der Jahre in der Szene nach oben. Dennoch musste er zusätzliche Jobs annehmen, um finanziell über die Runden zu kommen. Er war kurze Zeit verheiratet, aber seine Frau, die das unstetige Leben auf Dauer nicht akzeptieren wollte, stellte ihn vor die Wahl zwischen Musik und Ehe. Smith entschied sich für die Musik.
1954 schloss er sich der California Hayride Show an, zwei Jahre später wurde er zum Militär eingezogen. Nach Rückkehr ins Zivilleben arbeitete er zunächst als Diskjockey. Er spielte in einer Gruppe, die regelmäßig in San José Auftritte hatte. Als Ernest Tubb eines Tages in der Gegend war, gelang es Smith, einen Platz in dessen Band, den Texas Troubadors zu erhalten. Ein befreundeter Musiker hatte ihn mit der Honky-Tonk-Legende bekannt gemacht.

### Karriere
Cal Smith war von 1961 bis 1967 Mitglied von Tubbs Begleitband. 1966 vermittelte ihm der große Star einen Vertrag mit dem Kapp-Label. Bereits mit seiner zweiten Single, The Only Thing I Want, konnte er sich in den Country-Charts platzieren. Wirklich erfolgreich wurde er aber erst nach seinem Wechsel zum Decca/MCA-Label 1970. Nach einer kurzen Anlaufzeit schaffte er es 1972 mit Found Someone of My Own erstmals in die Top-10. Mit seiner übernächsten Single, The Lord Knows I’m Drinking, gelang ihm der erste Nummer-1-Hit. Seinen größten Erfolg erzielte er 1974. Country Bumpkin erreichte die Spitze der Country-Charts und brachte ihm mehrere bedeutende Auszeichnungen ein. Die Academy of Country Music wählte Country Bumpkin zur "Single des Jahres", die CMA zum "Song des Jahres" und "Single des Jahres". Außerdem wurde Smith als "meistversprechender Sänger" ausgezeichnet. Im gleichen Jahr gelang ihm mit It’s Time to Pay the Fiddler sein dritter und letzter Nummer-1-Hit.
Der Sänger mit der tiefen, sonoren Stimme, die oft stark an Johnny Cash erinnerte, hatte nach langen Jahren im Musikgeschäft endlich die Spitze erreicht. Im Gegensatz zu fast allen anderen Country-Musikern besaß er keinerlei Talent zum Songschreiben und war damit von Zulieferungen anderer abhängig. Obwohl er noch einige Male in den Charts vertreten war, neigte sich seine Karriere langsam ihrem Ende zu. 1979 verlor er seinen Schallplattenvertrag. Bei einem kleineren Label gelang ihm 1982 im Duett mit Billy Parker eine letzte Chart-Platzierung.
Zuletzt lebte Cal Smith mit seiner zweiten Frau Darlene in der Nähe von Branson (Missouri).

## Diskografie
Alben:
- 1966 – All The World Is Lonely Now (Kapp)
- 1967 – Goin' To Cal’s Place (Kapp)
- 1968 – Travelin' Man (Kapp)
- 1968 – At Home With Cal (Kapp)
- 1969 – Drinking Champagne (Kapp)
- 1969 – Cal Smith Sings ‘It Takes Me All Night Long‘ (Kapp)
- 1970 – Country Hit Parade (Kapp)
- 1971 – The Best Of Cal Smith (Kapp)
- 1972 – I’ve Found Someone Of My Own (Decca/MCA)
- 1972 – The Lord Knows I’m Drinking (MCA)
- 1973 – Swinging Doors (Coral)
- 1973 – Cal Smith (MCA)
- 1974 – Country Bumpkin (MCA)
- 1975 – It’s Time To Pay The Fiddler (MCA)
- 1975 – My Kind Of Country (MCA)
- 1976 – Jason’s Farm (MCA)
- 1977 – I Just Came Home To Count The Memories (MCA)
- 1983 – Something Old, Something New (Soundwave)
- 1986 – Stories Of Life (Step One)